# Gió đông năm ấy
Gió đông năm ấy (tiếng Hàn: 그 겨울, 바람이 분다; Romaja: Geu Gye-wool, Ba-ram-i Boon-da) là một bộ phim truyền hình lãng mạn Hàn Quốc với sự tham gia diễn xuất của Jo In-seong, Song Hye-gyo, Kim Beom và Jung Eun-ji. Jo và Song thể hiện hai nhân vật là những người bị tổn thương sâu sắc cố gắng đi tìm lại được ý nghĩa đích thực của tình yêu.
Bộ phim được phát sóng trên kênh SBS với 2 tập liên tiếp trong ngày 13/2/2013. Các tập còn lại được phát vào lúc 21:55 (GMT+9) thứ Tư và thứ Năm hàng tuần. Dung lượng bộ phim bao gồm 16 tập.
Tại Việt Nam, phim từng được TVM Corp. mua bản quyền và phát sóng trên kênh HTV3.

## Khái lược

### Về bộ phim
Bộ phim dựa trên một tác phẩm truyền hình của Nhật Bản: I Don't Need Love, Summer (愛なんていらねえよ、夏 Ai Nante Irane Yo, Natsu) lên sóng kênh TBS tại Nhật vào năm 2002 và từng được tái sản xuất dưới định dạng phim điện ảnh với cái tên Love Me Not tại Hàn Quốc vào năm 2006.

### Về dàn diễn viên chính
Biên kịch Noh Hee-kyeong và đạo diễn Kim Kyoo-tae đã từng cộng tác với Song Hye-gyo trong bộ phim năm 2008 Worlds Within. Kim Beom cũng từng cộng tác với Noh và Kim trong bộ phim Padam Padam... The Sound of His and Her Heartbeats năm 2011.
Bộ phim này đánh dấu sự trở lại của Jo In-seong trên màn ảnh nhỏ sau 8 năm vắng bóng. Đây là vai diễn trên phim truyền hình đầu tiên sau khi anh giải ngũ.
Cả bốn diễn viên này đều xuất hiện tại buổi lễ ra mắt giới thiệu của bộ phim vào ngày 31/1/2013 tại Seoul, Hàn Quốc.
Ngày 4/2/2013, Jo bị thương ở tay khi đang quay tại Icheon, Gyeonggi-do, Hàn Quốc. Anh phải khâu 13 mũi vì vết thương này tại một bệnh viện địa phương để có thể tiếp tục quay tiếp phân vai của mình tại đây.

## Cốt truyện
Câu chuyện kể về mối tình của hai con người đau khổ, phải chịu nhiều tổn thương, bất hạnh trong tình cảm.
Một là Oh Soo - một người đàn ông cô độc, mang tên "Soo" - Thụ do anh bị mẹ ruột của mình bỏ rơi dưới gốc cây trong mùa đông lạnh giá khi mới lọt lòng. Anh sống trong đau khổ, bất cần, không mục đích sau khi mối tình đầu của mình qua đời. Về sau, anh trở thành con bạc có tiếng bậc nhất ở khu Cheongdam-dong. Anh sống cùng với hai người bạn thân, trong đó có một người cùng họ, cùng tên với anh: Oh Soo - anh trai thất lạc đã lâu của Oh Young.
Và người còn lại chính là Oh Young. Cô là một cô gái mắc phải chứng suy giảm thị lực, mắt cô gần như không thể thấy gì. Và cô còn là người thừa kế của một tập đoàn lớn. Cha mẹ Oh Young li hôn từ khi cô còn nhỏ vì quan hệ của cha cô và người thư ký họ Wang. Cô và anh trai bị tách ra, sống biệt lập với nhau hai mấy năm trời. Vì thế, Oh Young rất cô độc. Khi cha của Oh Young sắp qua đời, cô quyết định đi tìm kiếm anh trai thất lạc theo địa chỉ thư.
Oh Soo vì bị bạn gái giăng bẫy phải vào tù chịu án một năm. Khi ra anh bị đám xã hội đen theo ép nợ 7,8 tỷ won. Không thể thoát được, nhân lúc luật sư Jang - người bạn, người giúp đỡ thực hiện di chúc của cha Oh Young trên đường đi tìm Oh Soo - anh trai của Young đã gặp Oh Soo, anh quyết định mượn danh người bạn đã khuất để tự cứu lấy cuộc đời mình...

## Diễn viên
- Jo In-seong vai Oh Soo
- Song Hye-gyo vai Oh Young
- Kim Beom vai Park Jin-seong
- Jung Eun-ji vai Moon Hee-seon
- Bae Jong-ok vai Wang Hye-ji
- Kim Tae-woo vai Jo Moo-cheol
- Kim Kyoo-cheol vai Jang Seong
- Kim Young-hoon vai Lee Myeong-ho
- Seo Hyo-rim vai Jin So-ra
- Lim Se-mi vai Son Mi-ra
- Choi Seung-kyeong vai Shim Joong-tae
- Han Jeong-hyeon vai Kim Jeong-hyeon
- Lee Jae-woo vai Oh Soo

## Nhạc phim
Nhạc phim của bộ phim được sản xuất bởi nam ca sĩ kỳ cựu Kangta.
- Part.1: "Gray Paper" trình bày bởi Yesung của nhóm Super Junior (sáng tác bởi Kangta)[15].
- Part.2: "Winter Love" trình bày bởi The One.
- Part.3: "Snow Flower" trình bày bởi Gummy.
- Part.4: "Tears Fallin'" trình bày bởi Kim Bo-a của nhóm Spica.
- Part.5: "And One" trình bày bởi Taeyeon của nhóm Girls' Generation (sáng tác bởi Kangta).

## Liên kết
- Website chính thức
- Gió đông năm ấy tại HanCinema